# Nancy Cunard
Pour les articles homonymes, voir Cunard.
Nancy Clare Cunard, née le 10 mars 1896 à Nevill Holt (en) (Leicestershire) et morte le 16 mars 1965 à Paris, est une écrivaine, rédactrice en chef, éditrice, militante politique, anarchiste et poétesse anglaise.
Née en Grande-Bretagne dans une famille aisée, elle rejette résolument les valeurs familiales et consacre la plus grande partie de sa vie à lutter contre le racisme et le fascisme. Grande collectionneuse d'art africain, elle devient la muse de nombreux écrivains et artistes des années 1920 et 1930, parmi lesquels Wyndham Lewis, Aldous Huxley, Tristan Tzara, Ezra Pound, et Louis Aragon, qui comptent parmi ses amants, ainsi qu'Ernest Hemingway, James Joyce, Constantin Brâncuși, Eugene McCown, Langston Hughes, Jacques Roumain, Man Ray et William Carlos Williams.
Dans les dernières années de sa vie, elle souffre de problèmes mentaux et sa santé physique se détériore. Elle meurt à l'hôpital Cochin à l'âge de 69 ans.

## Biographie

### Les années 1910
Son père, Sir Bache Cunard, baronnet, avait hérité de la ligne de navigation Cunard Line et s'intéressait au polo et à la chasse au renard. Sa mère, née Maud Alice Burke (1872-1948), était une héritière américaine, qui collectionnait les amants dont le chef d'orchestre Thomas Beecham ou le romancier George Moore, lequel ne coupa jamais court à la rumeur qu'il était le véritable père de Nancy. Devenue Lady Emerald Cunard, Maud recevait la meilleure société londonienne, remplissant sa maison d'auteurs, d'artistes, de musiciens et de politiques, et fut bien connue comme amie de Wallis Simpson. Fille unique, Nancy avait d'abord été élevée dans la propriété familiale à Nevill Holt dans le Leicestershire, mais quand ses parents se séparèrent en 1910, elle s'installa à Londres avec sa mère. Son éducation se passa dans plusieurs pensionnats, y compris lorsqu'elle était en France et en Allemagne. Rejetant les valeurs familiales, la jeune fille rebelle chercha toujours à fuir cette mère qui l'étouffait.
Pendant la Première Guerre mondiale, elle fit en 1916 un mariage qui ne dura pas plus de vingt mois, avec Sydney Fairbairn, joueur de cricket, officier dans l'armée et blessé de guerre. À cette époque, elle était également proche de l'influent groupe de La Coterie, fréquentant en particulier Iris Tree.
Elle contribua à Wheels, l'anthologie des Sitwell, fournissant le poème de son titre et il est même dit qu'elle fut à l'origine de ce projet.
Son amant, Peter Broughton-Adderley, trouva la mort au combat en France moins d'un mois avant l'armistice. Beaucoup de ceux qui l'ont connue ont prétendu qu'elle ne s'est jamais entièrement remise de cette perte.

### Paris

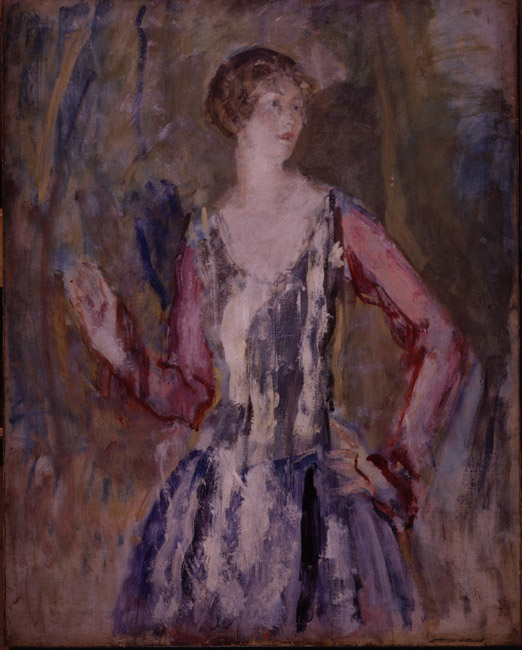
Portrait de Nancy Cunard par Ambrose McEvoy vers 1920.

À partir de 1920, elle s'installe à Paris, où elle s'implique dans les courants du modernisme littéraire, du surréalisme et du dadaïsme. Eugene McCown peint son portrait en 1923. En 1924, elle confie à Jean-Michel Frank la décoration de son nouvel appartement de la rue Le Regrattier, sur l'île Saint-Louis.
Elle s'initie aux lettres françaises grâce à Roger Dévigne. Nombre des poèmes qu'elle publia remontent à cette période. Durant les premières années, elle fut très liée avec Michael Arlen. Une brève relation avec Aldous Huxley influença plusieurs romans de ce dernier : elle fut le modèle de Myra Viveash dans Antic Hay (1923) et de Lucy Tantamount dans Point Counter Point (Contrepoint) (1928). Il est supposé que c'est à cette époque qu'elle devint dépendante de l'alcool et d'autres drogues comme la cocaïne. Prônant une liberté sexuelle totale, elle explique qu'elle a subi volontairement une hystérectomie en 1920 alors qu'il semble que cette opération soit la conséquence d'une infection gynécologique grave.

### The Hours Press
En 1927, elle s'installe dans une ferme à La Chapelle-Réanville, en Normandie.
Voulant soutenir la poésie expérimentale et fournir aux jeunes auteurs un marché plus rémunérateur, c'est là qu'en 1928, elle crée The Hours Press, une petite imprimerie qu'elle monte en récupérant le matériel de Three Mountains Press fondée par Bill Bird — elle avait hérité d'une fortune qui lui permettait de prendre plus de risques financiers que d'autres éditeurs. Cette maison d'édition collabora avec William (Bill) Augustus Bird, un journaliste américain vivant à Paris et qui avait déjà fait paraître des œuvres d'Ezra Pound. The Hours Press se fit connaître par la conception superbe de ses livres et la haute qualité de sa production.
The Hours Press fit paraître la première œuvre de Samuel Beckett publiée séparément, un poème nommé Whoroscope (1930). Elle publia aussi les XXX Cantos de Pound, et la première traduction en français de La Chasse au Snark de Lewis Carroll, due à Louis Aragon (1929). En 1931, Wyn Henderson avait pris en main la gestion de la maison d'édition, et la même année en publia le dernier livre, The Revaluation of Obscenity par le sexologue Havelock Ellis.

### Engagement politique

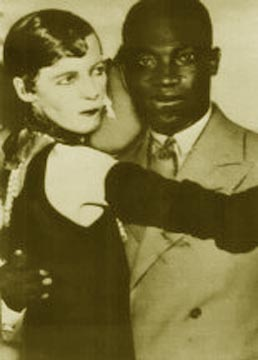
Nancy Cunard en 1928 dans les bras d'un inconnu (qui n'est pas Henry Crowder).

En 1928, après une liaison de deux ans avec Aragon, elle en commence une autre avec Henry Crowder, un Afro-Américain, musicien de jazz, qui travaillait à Paris. Elle devient alors une militante pour l'égalité raciale et les droits civiques aux États-Unis, et visite Harlem. En 1931, elle publie à compte d'auteur un ouvrage polémique, Black Man and White Ladyship, attaque contre les attitudes racistes comme celle de sa mère, dont elle rapporte le propos : « C'est vrai que ma fille connaît un nègre ? ». Elle publie également Negro: An Anthology (republié, en fac-similé, par Nouvelles Editions Place, en mars 2018), où elle rassemble des poésies, des œuvres de fiction et des essais d'écrivains principalement afro-américains, dont Langston Hughes et Zora Neale Hurston, mais aussi caraïbes et européens. On y trouve aussi des écrits de George Padmore et son propre récit de l'affaire des Garçons de Scottsboro. La presse parle de ce projet en mai 1932, deux ans avant qu'il soit publié, ce qui vaut à Nancy Cunard de recevoir des menaces anonymes et des lettres de haine. Elle en reproduit quelques-unes dans l'anthologie, exprimant le fait que « [les autres] sont obscènes, cette partie de la culture américaine ne peut donc pas être rendue publique ». Elle doit en financer la publication alors que sa mère a réduit le montant de ses rentes.

### L'antifascisme
Au milieu des années 1930, elle participe à la lutte contre le fascisme, s'opposant à l'annexion de l'Éthiopie par Mussolini et s'exprimant sur la guerre civile en Espagne. Elle annonce de façon précise que les « événements en Espagne sont le prélude d'une nouvelle guerre mondiale ». Ses récits sur les souffrances des réfugiés espagnols sont à l'origine d'une souscription dans le Manchester Guardian. Elle-même contribue à la fourniture de secours matériels et à l'organisation des aides, mais sa mauvaise santé – due en partie à l'épuisement et aux conditions qu'elle trouvait dans les camps – la force à revenir à Paris, où elle organise dans les rues des collectes de fonds pour les réfugiés.
En 1937, elle publie une série de brochures contenant des poèmes sur la guerre, dont des œuvres de W. H. Auden, Tristan Tzara et Pablo Neruda. Plus tard, la même année, elle distribue en Europe un questionnaire à des écrivains au sujet de la guerre ; les réponses sont publiées par The Left Review sous le titre Authors Take Sides on the Spanish War.
Pendant la Seconde Guerre mondiale, elle travaille, parfois jusqu'à l'épuisement, comme traductrice à Londres au service de la Résistance française.
Sa collection d'art africain est pillée durant la guerre ; son principal conseiller avait été Michel Leiris.

### Dernières années
Après la guerre, elle renonce à sa maison à Réanville et entreprend de nombreux voyages. Selon les dires de Pablo Neruda, qui en brosse un portrait dans J'avoue que j'ai vécu, Nancy Cunard a vécu à Lamothe-Fénelon, dans le Lot, où elle continue à voir ses amis.
De constitution fragile, son mauvais état de santé récurrent est aggravé par l'alcoolisme et des comportements parfois autodestructeurs. Un jour, à Londres, elle est internée dans un hôpital psychiatrique après une altercation avec la police. À sa sortie, elle ne pèse que trente-cinq kilos. Selon une rumeur persistante, on la retrouve morte dans la rue à Paris. En réalité, très fatiguée, elle est gardée chez elle par des amis dont Georges Sadoul. Ceux-ci étant sortis pour faire une course, elle prend un taxi pour se rendre à l'hôpital Cochin, où elle meurt deux jours plus tard, le 16 mars 1965,.
Après son décès, ses cendres sont déposées au columbarium du Père-Lachaise, à Paris (case numéro 9016). Mais personne n'ayant renouvelé sa concession, ses cendres sont dispersées en 1973.

## Hommages
En 2014, le Musée du quai Branly consacre une exposition à Nancy Cunard à l'occasion du quatre-vingtième anniversaire de la publication de Negro Anthology.

## Œuvre
- 1921 : Outlaws, Londres, Elkin Mathews.
- 1923 : Sublunary, Londres & New York, Hodder & Stoughton.
- 1925 : Parallax, Londres, L. & V. Woolf.
- 1931 : Black and White Man Ladyship, pamphlet[13]
- 1934 : Negro: An Anthology, Londres, Nancy Cunard at Wishart & Co.
- 1937 : Authors Take Sides
- 1937 : Los poetas del mundo defienden al pueblo español, avec Pablo Neruda.
- 1942 : The White Man's Duty: An analysis of the colonial question in the light of the Atlantic Charter, avec George Padmore.
- 1942 : « Poems for France », Londres, éditions de la revue La France Libre.
- 1944 : Releve into Marquis
- 1954 : Memories of Norman Douglas, coll. « Grand Man », biographie, Londres, Secker & Warburg.
- 1956 : Memories of George Moore, coll. « Grand Man », biographie, Londres, Rupert Hart-Davis.
- 1969 : These Were the Hours: Memories of My Hours Press, Reanville and Paris, 1928–1931. Edited with a foreword by Hugh Ford, Carbondale, Southern Illinois University Press.
- 1971 : Thoughts About Ronald Firbank